# Lugowoje (Kursk)
Lugowoje (russisch Луговое) ist ein Dorf (selo) in der Oblast Kursk in Russland. Es gehört zum Rajon Chomutowka und zur Landgemeinde (selskoje posselenije) Petrowski selsowjet.

## Geographie
Der Ort liegt gut 90 km Luftlinie westlich des Oblastverwaltungszentrums Kursk im südwestlichen Teil der Mittelrussischen Platte, 29,5 km südöstlich des Rajonverwaltungszentrums Chomutowka, 14 km vom Sitz des Dorfsowjet – Pody, 31,5 km von der Grenze zwischen Russland und der Ukraine, am Fluss Nestun (Nebenfluss des Seim).

### Klima
Das Klima im Ort ist wie im Rest des Rajons kalt und gemäßigt. Es gibt während des Jahres eine erhebliche Niederschlagsmenge. Dfb lautet die Klassifikation des Klimas nach Köppen und Geiger.

## Bevölkerungsentwicklung
| Jahr | Einwohner |
| ---- | --------- |
| 2002 | 490       |
| 2010 | 176       |

Anmerkung: Volkszählungsdaten

## Verkehr
Lugowoje liegt 35 km von der Fernstraße föderaler Bedeutung M3 Ukraina (Moskau – Kaluga – Brjansk – Grenze zur Ukraine), 32 km von der Straße A 142 (Trosna – M3 Ukraina), 15 km von der Straße regionaler Bedeutung 38K-040 (Chomutowka – Rylsk – Gluschkowo – Tjotkino – Grenze zur Ukraine), 4 km von der Straße interkommunaler Bedeutung 38N-024 (Bogomolow – Kapystitschi – Grenze zum Rajon Rylsk), an der Straße 38N-022 (38N-024 – Lugowoje – Muchino), 24,5 km von der nächsten Eisenbahnhaltestelle Mariza (Eisenbahnstrecke Nawlja – Lgow-Kijewskij) entfernt.
Der Ort liegt 171 km vom internationalen Flughafen von Belgorod entfernt.